# The Magic School Bus (serie de televisión)
The Magic School Bus (Aventuras sobre ruedas en España y El autobús mágico en Hispanoamérica) es una serie animada infantil canadiense-americana basada en el libro The Magic School Bus de Joanna Cole de 1985. La serie ha recibido la aclamación de la crítica por emplear a célebres talentos de voz como Malcolm-Jamal Warner combinando el entretenimiento con una serie educativa. La revista Broadcasting & Cable dijo que la serie estaba "entre los programas de PBS mejor calificados para niños en edad escolar".

## Premisa
Al igual que en el libro del que está basado, la serie sigue las aventuras de la Srta. Valeria Rizos (Ms. Valerie Frizzle en inglés) y su clase compuesta por ocho niños (en el libro original, la clase era cerca de 19 alumnos) quienes van a bordo de un autobús escolar antropomórfico mágico que les puede llevar de excursión dentro del sistema solar, al centro de la Tierra, al interior de un cuerpo humano, o cualquier otro viaje que en la vida real es totalmente imposible. Los libros están escritos en primera persona desde el punto de vista de una estudiante anónima de la clase de la Srta. Rizos.
Desde los libros de The Magic School Bus se presentan hechos científicos en forma de historias donde suceden cosas fantásticas (por ejemplo, el autobús circulando por el espacio o los niños encogiéndose al tamaño de unas células sanguíneas), cada libro tenía una página en el final en la que detallan con una forma de humor todos los hechos científicos representados en el libro y parte de la trama de la historia. En la versión televisiva se adaptó dicha página final como un segmento llamado "Producer Says" (el Productor dice) al final de cada episodio donde el productor de la serie (con la voz de Malcolm-Jamal Warner) recibía llamadas telefónicas de los niños quienes le preguntaban sobre cosas que han ocurrido en la serie y que jamás podrían suceder en la vida real.

## Producción y emisión
En 1994 el concepto de The Magic School Bus fue adaptado a una serie animada del mismo nombre bajo las productoras Ellipse (Francia), Nelvana (Canadá) y Scholastic Entertainment (EUA-Canadá), la serie se estrenó el 10 de septiembre de 1994. La idea de la serie de televisión fue desarrollada por el exvicepresidente y director editorial senior de Scholastic Entertainment, Craig Walker. La presidenta de Scholastic Entertainment, Deborah Forte dijo que adaptar los libros a una serie animada era una oportunidad para ayudar a los niños a "aprender sobre ciencia de una manera divertida". Durante este tiempo, Forte había estado escuchando las preocupaciones de padres y maestros sobre cómo mejorar la educación científica para las niñas y minorías en todo el mundo.
Cuando The Magic School Bus fue sindicada en otras cadenas comerciales, la canción de apertura fue acortada, el segmento "Producer Says" al final de cada episodio fue eliminado para darle espacio a los comerciales, el ending fue reorganizado para mostrar el logo de Scholastic en primer lugar, y National Science Fundation fue añadida. El segmento “Producer Says” solo se vio cuando la serie se transmitió en cadenas no comerciales, cadenas internacionales y en los formatos de VHS y DVD. Dentro de los episodios, también hubo momentos en los que las escenas se desvanecen y aparecen después de regresar de los comerciales. En redes no comerciales, VHS y lanzamientos de DVD, la escena aparece inmediatamente después de desvanecerse, ya que no se muestran comerciales.
El tema musical de inicio "Ride on the Magic School Bus" fue escrito por Peter Lurye e interpretado por la leyenda del rock 'n' roll Little Richard.
La directora de voz era Susan Blu, dos de los escritores de la serie fueron Brian Meehl y Jocelyn Stevenson.

### Emisión por televisión
Cada episodio tiene una duración de cerca 30 minutos. En Estados Unidos, el programa se emitió por primera vez en PBS como parte de su bloque infantil PTV a través de la red SCETV de Carolina del Sur, fue la primera serie animada completa emitida en PBS. El último episodio salió al aire el 6 de diciembre de 1997. Después del final, la serie se retransmitió en PBS hasta septiembre de 1998, cuando se abandonó para que PBS se enfocara en otros programas indicados para preescolares.
La cadena FOX también emitió la serie en su parrilla al adquirir los derechos de la PBS en 1998 hasta enero del 2002.
Después de ser descontinuada de PBS en los Estados Unidos (desde septiembre de 1998), TLC y Discovery Kids decidieron incluir la serie en su programación. TLC la emitió desde el 15 de febrero de 2003 hasta 2008 y Discovery Kids la emitió de 2004 hasta 2009, como parte de su bloque Ready Set Learn. En Canadá, se emitió por Teletoon y la cadena Knowledge Network. En el Reino Unido, se emitió en Pop, Channel 4 y CITV.

## Medios para el hogar
La serie fue lanzada en VHS por KidVision (una división de WarnerVision Entertainment) entre 1995 y 2003, y en DVD por Warner Home Video (a través de Warner Bros. Family Entertainment y WarnerVision Entertainment) entre 2002 y 2013. Solo los DVD contienen los créditos de financiación. En los lanzamientos de video hogareño, todos los episodios están sin cortes y sin editar con los segmentos de Producer Says intactos.
El 31 de julio de 2012, New Video Group lanzó la serie completa en DVD para la Región 1.

## Reparto
| Actor (voz)                                                          | Personaje           | Doblaje                                          |
| -------------------------------------------------------------------- | ------------------- | ------------------------------------------------ |
| Lily Tomlin                                                          | Ms. Valerie Frizzle | Srta. Rizos (España e Hispanoamérica)            |
| Amos Crawley (1.ª temporada) Danny Tamberelli (2.ª-4.ª temporada)    | Arnold Perlstein    | Arnoldo (Hispanoamérica y 1.ª versión de España) |
| Daniel DeSanto                                                       | Carlos Ramon        |                                                  |
| Tara Meyer                                                           | Dorothy Ann         |                                                  |
| Erica Luttrell                                                       | Kesha Franklin      | Rita (Hispanoamérica y 1.ª versión de España)    |
| Maia Filar                                                           | Phoebe Terese       | Andrea (Hispanoamérica y 1.ª versión de España)  |
| Stuart Stone                                                         | Ralphie Tennelli    | Rafa                                             |
| Max Beckford (1.ª temporada) Andre Ottley-Lorant (2.ª-4.ª temporada) | Timothy "Tim"       |                                                  |
| Lisa Yamanaka                                                        | Wanda Li            | Wanda                                            |